# Podalyria pearsonii
Podalyria pearsonii är en ärtväxtart som beskrevs av Edwin Percy Phillips. Podalyria pearsonii ingår i släktet Podalyria och familjen ärtväxter. Inga underarter finns listade i Catalogue of Life.